# Ryōta Ōshima
Ryōta Ōshima (escritura japonesa: 大島 僚太 (Ōshima Ryōta); Shimizu-ku, Shizuoka, Japón, 23 de enero de 1993) es un futbolista japonés que juega como mediocampista en el Kawasaki Frontale de la J1 League de Japón.

## Clubes
| Club                      | País  | Año   |
| ------------------------- | ----- | ----- |
| Kawasaki Frontale         | Japón | 2011- |
| J. League sub-22 (cesión) | Japón | 2015  |

## Palmarés

### Títulos nacionales
| Título             | Club              | País  | Año  |
| ------------------ | ----------------- | ----- | ---- |
| J1 League          | Kawasaki Frontale | Japón | 2017 |
| J1 League          | Kawasaki Frontale | Japón | 2018 |
| Supercopa de Japón | Kawasaki Frontale | Japón | 2019 |
| Copa J. League     | Kawasaki Frontale | Japón | 2019 |
| J1 League          | Kawasaki Frontale | Japón | 2020 |
| Copa del Emperador | Kawasaki Frontale | Japón | 2020 |
| Supercopa de Japón | Kawasaki Frontale | Japón | 2021 |
| J1 League          | Kawasaki Frontale | Japón | 2021 |
| Copa del Emperador | Kawasaki Frontale | Japón | 2023 |
| Supercopa de Japón | Kawasaki Frontale | Japón | 2024 |

### Títulos internacionales
| Título                      | Club (*) | País  | Año  |
| --------------------------- | -------- | ----- | ---- |
| Campeonato Sub-23 de la AFC | Japón    | Catar | 2016 |

(*) Incluyendo la selección.